# Kurt Rettkowski
Kurt Rettkowski (* 23. Januar 1949 in Friemersheim) ist ein ehemaliger deutscher Fußballspieler.

## Laufbahn
Als Jugendspieler erreichte er mit Tura Bergheim das Endspiel der Niederrheinmeisterschaft gegen den VfL Benrath, welches zwar verloren wurde, die Späher der Bundesligavereine wurden aber auf den „neuen Beckenbauer“ aufmerksam. Der MSV Duisburg verpflichtete das Nachwuchstalent zur Saison 1967/68. Neben Rettkowski kamen aber auch noch Rainer Budde, Erwin Kostedde, Bernd Lehmann, Horst Wild, Dietmar Linders, Jürgen Kowalski, Bernd Hoffmann und Hans-Joachim Schellberg zur Mannschaft von Trainer Gyula Lóránt. Seinen ersten Einsatz in der Fußball-Bundesliga hatte Kurt Rettkowski mit 18 Jahren am 9. September 1967 im Spiel gegen den Hamburger SV, als er in der 40. Minute eingewechselt wurde. Als Libero war sein direkter Gegenspieler Uwe Seeler. Lorant wurde nach nur einer Runde in der Wedau von Robert Gebhardt ersetzt und Rettkowski gehörte die zwei Jahre des Ex-Nürnbergers zum erweiterten Kreis der Stammbesetzung an. In der Tabelle kamen aber 1969 und 1970 lediglich die Plätze zwölf und 15. heraus. Gebhardt wurde zur Runde 1970/71 von Rudi Faßnacht abgelöst und Rettkowski war unter dem neuen Trainer in den nächsten drei Runden Stammspieler der „Zebras“. Nach 1968 erreichte er 1971 mit dem Erringen des jeweils siebten Ranges seine besten Platzierungen mit dem MSV Duisburg in der Fußball-Bundesliga. Am 26. Mai 1973 absolvierte er sein letztes Bundesligaspiel. Der MSV verlor mit 0:5 Toren beim Wuppertaler SV und Günter Pröpper zeichnete sich dabei als vierfacher Torschütze aus.
Nach sechs Jahren beim MSV neben Mitspielern wie Bernard Dietz und Detlef Pirsig wechselte Rettkowski im Sommer 1973 zunächst nach Belgien zu St. Truiden, spielte dann unter Trainer Leo Beenhakker in Holland bei Go Ahead Eagles Deventer und weitere drei Jahre bei VVV-Venlo gemeinsam mit Dick Advocaat. Zum Ende seiner Spielerlaufbahn kehrte er nach Deutschland zurück und spielte noch einige Jahre in Moers beim Nordrhein-Oberligisten RSV Meerbeck und beendete schließlich seine Karriere beim damaligen Landesligisten SV Schwafheim. 1986 hörte er mit dem Fußballspielen auf.
Kurt Rettkowski absolvierte insgesamt 131 Bundesligaspiele und erzielte dabei sieben Tore.
Nach Beendigung seiner Profilaufbahn arbeitete er seit 1979 im Ordnungsamt der Stadt Moers. Außerdem spielt er noch Tennis.